# Ulkær (Sindbjerg Sogn)
 For alternative betydninger, se Ulkær. (Se også artikler, som begynder med Ulkær)
Ulkær er en lille landsby beliggende i Sindbjerg Sogn. Nærmeste byer er Holtum, Grejs og Lindved.
Særlige turistattraktioner i byens nærområde er  det frodige engdrag langs åen.
I bycentrum findes motercykelforretningen Art on Wheels, et tidligere mejeri og firmaet Pakketrans' gamle industribygninger, der nu bruges til vinteropbevaring af campingvogne.
|  | Denne artikel om lokaliteten Ulkær (Sindbjerg Sogn) kan blive bedre, hvis der indsættes et (bedre) billede. Du kan hjælpe ved at afsøge Wikimedia Commons for et passende billede eller lægge et op på Wikimedia Commons med en af de tilladte licenser og indsætte det i artiklen. |

 Der er for få eller ingen kildehenvisninger i denne artikel, hvilket er et problem. Du kan hjælpe ved at angive troværdige kilder til de påstande, som fremføres i artiklen.

55°46′58.67″N 9°33′27.33″Ø / 55.7829639°N 9.5575917°Ø